# Lorenzo Branchetti
Lorenzo Branchetti (ur. 14 stycznia 1981 w Prato) – włoski aktor filmowy i telewizyjny.